# Stawiacz min

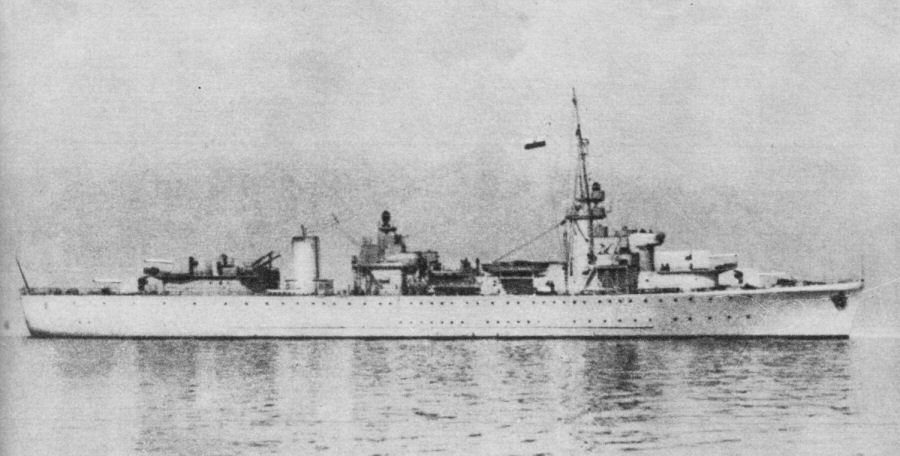
Polski duży stawiacz min ORP „Gryf”

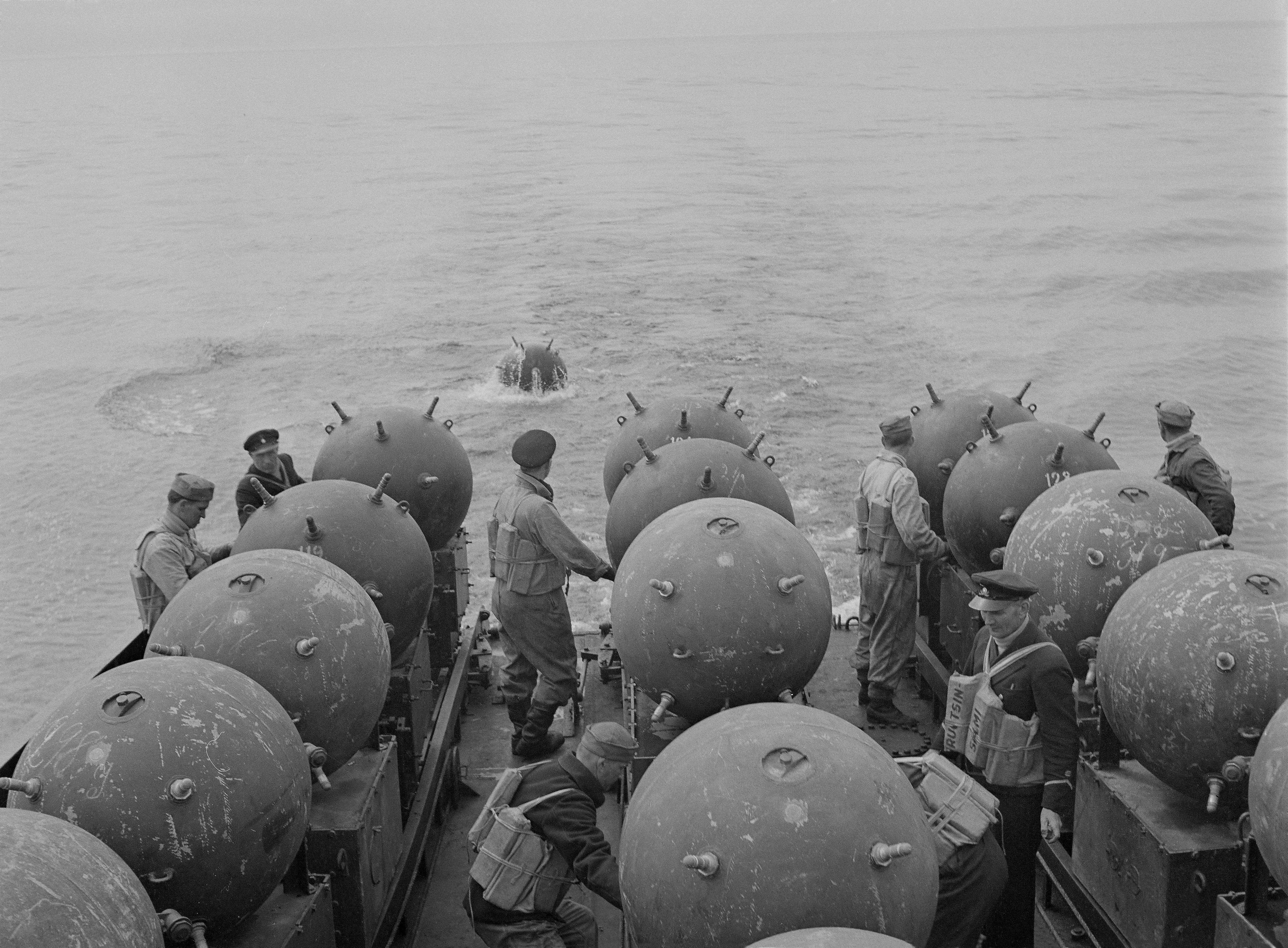
Fiński stawiacz min Ruotsinsalmi podczas zaminowywania akwenu w trakcie wojny kontynuacyjnej

Stawiacz min – klasa okrętów, przeznaczonych specjalnie do stawiania min morskich (w odróżnieniu od okrętów innych klas, mogących stawiać miny jako pomocnicze zadanie). Obecnie praktycznie zanikła.

## Charakterystyka
Stawiacze min różniły się wielkością i konstrukcją, wspólne miały jedynie przeznaczenie, wyróżniające tę klasę. Oprócz specjalnie budowanych stawiaczy min, część okrętów tej klasy powstawała z przebudowanych przestarzałych okrętów innych klas, głównie krążowników, niszczycieli lub kanonierek, albo przebudowanych statków (radziecki duży stawiacz min „Marti” powstał nawet z przebudowanego jachtu carskiego). Specjalnie budowane stawiacze min miały wyporność od kilkuset ton, przez okręty średniej wielkości o wyporności 1500–2000 ton, do dużych okrętów 6000-tonowych.

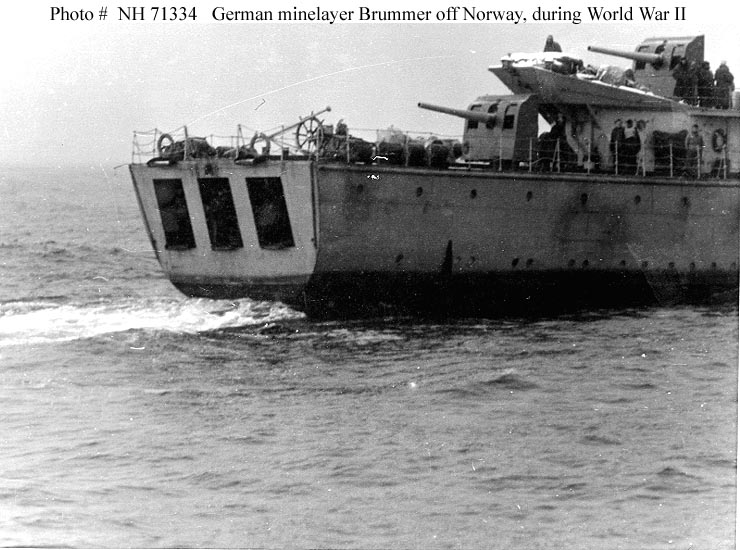
Widoczne wyloty torów minowych w pawęży rufowej stawiacza min z okresu II wojny światowej (niemiecki „Brummer” – oryginalnie norweski „Olaf Tryggvason”)

Podstawowym uzbrojeniem stawiaczy min są miny morskie, przede wszystkim kontaktowe miny kotwiczne, stawiane w formie zagród minowych. Miny na okręcie były ustawiane i przemieszczane na torach minowych, a stawiane (zrzucane do wody) były zwykle z rufy okrętu. Większe stawiacze min miały specjalny zakryty pokład minowy, mniejsze miały tory minowe umieszczone na odkrytym pokładzie górnym. Najmniejsze okręty zabierały kilkadziesiąt min morskich, większość jednostek zabierała 100–300 min, nieliczne duże stawiacze min zabierały nawet do 600. Niektóre duże stawiacze min nazywane były też krążownikami minowymi (np. francuski „Pluton”). Część średnich i dużych stawiaczy min miała ponadto porównywalne z niszczycielami silne uzbrojenie artyleryjskie, składające się z kilku dział kaliber 102–140 mm. Szybkość większości stawiaczy min nie przekraczała jednak 20 węzłów.
Typowym stawiaczem min średniej wielkości okresu II wojny światowej był norweski „Olav Tryggvason” o wyporności 1600 ton, przenoszący do 280 min. Był on uzbrojony w 4 działa 120 mm. Podobny był polski ORP „Gryf”, o wyporności 2250 ton, przenoszący 300 (maksymalnie 600) min, miał on jednak wyjątkowo silne uzbrojenie artyleryjskie złożone z 6 dział 120 mm. Jedną z ciekawszych i bardziej znanych konstrukcji były brytyjskie szybkie stawiacze min typu Abdiel z 1940 roku, o wyporności 2650 ton, przenoszące jedynie 150 min, za to uzbrojone w 6 dział kaliber 102 mm oraz osiągające szybkość 36 węzłów (służyły one w praktyce także jako szybkie transportowce wojska).

## Historia
Klasa specjalnych stawiaczy min pojawiła się wraz z rozwojem min morskich, w latach 90. XIX wieku. Po raz pierwszy zostały intensywnie użyte podczas obrony Port Artur (1904) w czasie wojny rosyjsko-japońskiej (zwłaszcza rosyjski stawiacz min „Amur”). W okresie obu wojen światowych marynarki wojenne większości państw posiadały po kilka stawiaczy min, nie była to jednak nigdy liczna klasa z uwagi na to, że miny mogły stawiać także okręty innych klas. Po II wojnie światowej klasa wyspecjalizowanych stawiaczy min w zasadzie zanikła. Jednymi z nielicznych współczesnych okrętów tej klasy są fińskie stawiacze min typu Hämeenmaa (do 150 min). Również Polska posiada obecnie okręty projektu 767, klasyfikowane jako transportowo-minowe, których jednak podstawowym zadaniem jest transport wojska.
Osobną klasę stanowiły podwodne stawiacze min – okręty podwodne specjalnej konstrukcji, mogące stawiać kilkadziesiąt min morskich pod wodą (np. polskie typu Wilk).
Oprócz wyspecjalizowanych stawiaczy min, miny morskie mogły i wciąż mogą być stawiane w mniejszych ilościach przez okręty innych klas, posiadające na pokładzie tory minowe, przede wszystkim część trałowców i niszczycieli, ale także innych okrętów.